# Bagnante
Bagnante (Le baigneur) è un dipinto a olio su tela (127x96,8 cm) realizzato nel 1885 circa dal pittore Paul Cézanne. È conservato nel The Museum of Modern Art di New York.
In questo periodo Cézanne dipinse molte figure, maschili e femminili, semi-nude, al bagno.